# John Gourlay
John Bell Gourlay (Blenheim, Ontario, 26 de juliol de 1872 - North Vancouver, Colúmbia Britànica, 7 d'abril de 1949) va ser un futbolista canadenc que va competir a cavall del segle xix i el segle xx. El 1904 va prendre part en els Jocs Olímpics de Saint Louis, on guanyà la medalla d'or en la competició de futbol com a membre del Galt F.C., que representava el Canadà.